# Olivmanakin
Olivmanakin (Xenopipo uniformis) är en fågel i familjen manakiner inom ordningen tättingar.

## Utseende och läte
Olivmanakinen är en intetsägande liten och grön fågel. Fjäderdräkten är helt olivgrön och runt ögat syns en gulaktig ögonring. Den skiljs från olivschiffornen genom mindre storlek, kortare stjärt och kraftigare olivgrön fjäderdräkt. Bland lätena hörs en ljus, väsande ton som kan stiga eller falla i tonhöjd.

## Utbredning och systematik
Olivmanakin delas upp i två underarter med följande utbredning:
- X. u. uniformis – tepuis i västra Guyana och nordligaste Brasilien (Roraima)
- X. u. duidae – tepuis i södra Venezuela (södra Bolívar och Amazonas)

## Levnadssätt
Olivmanakinen hittas i fuktiga och mossrika skogar på tepuisluttningar. Den ses vanligen i undervegetationen, ovan 800 meters höjd, men ibland lägre. Arten är generellt tystlåten och förbises lätt. Den påträffas oftast under födosök i fruktbärande buskar.

## Status och hot
Arten har ett stort utbredningsområde, men tros minska i antal, dock inte tillräckligt kraftigt för att den ska betraktas som hotad. Internationella naturvårdsunionen IUCN listar arten som livskraftig (LC).